# فرخار
فرخار ((بالطاجيكية: Фархор)‏ </link>)، وتسمى أيضًا برخار ( (بالروسية: Пархар)‏ </link> )، هي مدينة في جنوب غرب طاجيكستان، وتقع على الحدود مع أفغانستان. هي عاصمة منطقة فرخور في منطقة خاتلون. يبلغ عدد سكان البلدة 25300 نسمة (تقديرات شهر كانون ثاني 2020). تقع قاعدة فاركور الجوية على بعد حوالي 4 كيلومترات جنوب غرب فرخور. وبلغت درجة الحرارة القياسية 44.4 °م (111.9 °ف) سُجل في 8 يوليو 2021.